# 京谷和幸
京谷 和幸（きょうや かずゆき、1971年8月13日 - ）は、北海道室蘭市出身の元プロサッカー選手（ミッドフィールダー）、元車いすバスケットボール選手、指導者。

## 来歴

### サッカー
小学校2年の時にサッカーを始め、室蘭大谷高校サッカー部時代には3年連続で全国高校サッカー選手権大会に出場。2年時からユース代表、3年時からバルセロナ五輪代表候補に選ばれる。
高校卒業後の1990年4月に古河電工に入社し、1991年5月に東日本JR古河サッカークラブ（現ジェフユナイテッド市原・千葉）とプロ契約。
Jリーグ開幕から半年後の1993年10月1日、ヤマザキナビスコ杯第5節ガンバ大阪戦で公式戦初出場を果たしたが、11月28日午前4時40分、車を運転中に脇から急に出てきた車を避けようとして電柱と正面衝突し脊髄を損傷。下半身不随となって車いす生活を送ることとなり引退を余儀なくされた。同期入社の女性との結婚式を2ヶ月後に控えており、事故に遭った日は衣装合わせをする予定だった。結婚式は延期されたが、1994年10月23日に結婚式を挙げた。

### 車いすバスケットボール
1994年、身体障害者手帳の交付を受けるため訪れた浦安市役所の福祉課で受付をしていた車いすバスケットボールの元日本代表ヘッドコーチ小滝修と出会い、後日誘われたのがきっかけで車いすバスケットボールを始めた。車椅子バスケットボールチーム千葉ホークスの中心選手として活躍し、2000年のシドニー、2004年のアテネ、2008年の北京、2012年のロンドンと、4大会連続でパラリンピックに日本代表として出場。北京パラリンピックでは日本選手団の主将を務めた。
ロンドンパラリンピックを最後に現役を引退。現在は事故で奪われたサッカーを取り戻すため、指導者としてピッチへ戻るという夢を追いかけ勉強中。
2015年、車いすバスケットボール男子日本代表のアシスタントコーチに就任。U23日本代表のヘッドコーチも務め2017年U23世界選手権大会で4位。2020年2月、日本代表のヘッドコーチに就任。東京パラリンピックで準優勝を達成。

## 所属クラブ

### サッカー
- 室蘭大谷高等学校
- 古河電工 / ジェフユナイテッド市原

### 車いすバスケットボール
- 千葉ホークス

## 個人成績
| 国内大会個人成績 | 国内大会個人成績 | 国内大会個人成績 | 国内大会個人成績 | 国内大会個人成績 | 国内大会個人成績 | 国内大会個人成績 | 国内大会個人成績  | 国内大会個人成績 | 国内大会個人成績 | 国内大会個人成績 | 国内大会個人成績 |
| 年度             | クラブ           | 背番号           | リーグ           | リーグ戦         | リーグ戦         | リーグ杯         | リーグ杯          | オープン杯       | オープン杯       | 期間通算         | 期間通算         |
| 年度             | クラブ           | 背番号           | リーグ           | 出場             | 得点             | 出場             | 得点              | 出場             | 得点             | 出場             | 得点             |
| 日本             | 日本             | 日本             | 日本             | リーグ戦         | リーグ戦         | JSL杯/ナビスコ杯 | JSL杯/ナビスコ杯  | 天皇杯           | 天皇杯           | 期間通算         | 期間通算         |
| ---------------- | ---------------- | ---------------- | ---------------- | ---------------- | ---------------- | ---------------- | ----------------- | ---------------- | ---------------- | ---------------- | ---------------- |
| 1990-91          | 古河             | 26               | JSL1部           | 1                | 0                | 1                | 0                 |                  |                  |                  |                  |
| 1991-92          | JR古河           | 22               | JSL1部           | 10               | 0                | 0                | 0                 |                  |                  |                  |                  |
| 1992             | 市原             | -                | J                | -                | -                | 0                | 0                 | 2                | 1                | 2                | 1                |
| 1993             | 市原             | -                | J                | 0                | 0                | 1                | 0                 |                  |                  |                  |                  |
| 通算             | 日本             | 日本             | J                | 0                | 0                | 1                | 0\|\|\|\|\|\|\|\| |                  |                  |                  |                  |
| 通算             | 日本             | 日本             | JSL1部           | 11               | 0                | 1                | 0\|\|\|\|\|\|\|\| |                  |                  |                  |                  |
| 総通算           | 総通算           | 総通算           | 総通算           | 11               | 0                | 2                | 0\|\|\|\|\|\|\|\| |                  |                  |                  |                  |

## 現在の活動
- 講演会講師
- 城西国際大学サッカー部　外部コーチ（2013年4月～）
- パーソルキャリア株式会社 障害者リクルーティングアドバイザー
- 千葉県教育委員会教育委員（2011年7月～）
- 一般社団法人運動の和　理事
- 室蘭市ふるさと大使

## 関連情報

### 執筆書籍
- 『車椅子のJリーガー』（主婦の友社）ISBN 9784072291450
- 『車イスバスケで 夢を駆けろ 元Jリーガー京谷和幸の挑戦』 (金の星社) ISBN 9784323060873

### 関連書籍
- 『パラレル '08年北京パラリンピック日本選手団主将・京谷和幸の物語』（祥伝社）※原案 - 著:別府優希 ISBN 9784396460181
- 『轍 -京谷和幸物語-』(2004年9月、週刊ヤングジャンプ) - 漫画:田村和己、原作:光風治、監修:井上雄彦

### 映画・テレビ・ドラマ（原案協力）
- パラレル 愛はすべてを乗り越える―。（2009年3月14日公開、ギャンビット） - 出演:要潤、島谷ひとみ 他
- 君に捧げるエンブレム（2017年1月3日、フジテレビ） - 出演:櫻井翔、長澤まさみ
- 奇跡のレッスン 車いすバスケットボール 京谷和幸 “やってみる”が 心を変える（2023年6月21日、NHK BS1）